# 五十嵐夫妻は偽装他人
『五十嵐夫妻は偽装他人』（いがらしふさいはぎそうたにん）は、海石ともえによる日本の漫画作品。『U-NEXT Comic』（U-NEXT）の「ハネコイ」レーベルにて、2022年11月1日より連載中。
2025年1月より、テレビ東京系にてテレビドラマが放送された。

## 登場人物
会沢 真尋（あいざわ まひろ）

五十嵐 直人（いがらし なおと）

瀬戸 翠（せと すい）

林 美羽（はやし みわ）

## 書誌情報
電子書籍のみの発売。
- 海石ともえ 『五十嵐夫妻は偽装他人』 U-NEXT〈ハネコイ〉、既刊4巻（2024年8月1日現在）
  1. 2023年3月7日発売[4]
  2. 2023年8月1日発売[5]
  3. 2024年2月1日発売[6]
  4. 2024年8月1日発売[7]

## テレビドラマ
2025年1月9日（8日深夜）から3月27日（26日深夜）までテレビ東京系「ドラマNEXT」枠で放送中。主演は新川優愛と塩野瑛久。

### キャスト

#### 主要人物
会沢真尋（あいざわ まひろ）
演 - 新川優愛
インテリアメーカー「サムラスジャパン」のコントラクト事業部の営業担当。離婚を考え、夫の直人と別居中。
五十嵐直人（いがらし なおと）
演 - 塩野瑛久
インテリアメーカー「サムラスジャパン」のコントラクト事業部の次長。偶然、妻の真尋と同じ職場に転職してしまう。

#### サムラスジャパン
瀬戸翠（せと すい）
演 - 兵頭功海
コントラクト事業部 デザイナー。
林美羽（はやし みわ）
演 - 田辺桃子
コントラクト事業部 営業アシスタント。
竹橋宗平（たけはし そうへい）
演 - 水橋研二
コントラクト事業部 部長。直人を自社にヘッドハンティングしたため、2人が夫婦であることを知っている。
山中彩花、東谷、三屋陽平
演 - 平塚日菜、川久保晴、福澤重文
コントラクト事業部 社員。
社員
演 - 黒瀬真里、黒田和将、山下雄資

#### 周辺人物
三吉妙（みよし たえ）
演 - 浜中文一
真尋と直人行きつけのスナックのマスター。ドラマオリジナルキャラクター。
五十嵐沙奈江
演 - ふせえり
直人の母。
五十嵐正孝
演 - 宮川一朗太
直人の父。
会沢雪人
演 - 相島一之
真尋の父。喫茶店経営。
如月春奈
演 - 黒木瞳（第9話 - 最終話）
真尋の母。

### スタッフ
- 原作 - 海石ともえ『五十嵐夫妻は偽装他人』（U-NEXT Comic）[1]
- 脚本 - 土城温美[1]
- 監督 - 池田千尋、河原瑶、小菅規照[1]
- 音楽 - 小山絵里奈[1]
- 主題歌 - yukaDD「breath」（avex trax）[13]
- オープニングテーマ - THE JET BOY BANGERZ「LOVE / HATE」（ソニー・ミュージックレーベルズ）[13]
- 音楽監修 - yamanoneko
- 特別協力 - ACTUS[14]
- チーフプロデューサー - 山鹿達也（テレビ東京）[1]
- プロデューサー - 江川智（テレビ東京）、黒沢淳（テレパック）、河原瑶[1]
- 制作 - テレビ東京、テレパック[1]
- 製作著作 - 「五十嵐夫妻は偽装他人」製作委員会[1]

### 放送日程
| 各話   | 放送日  | サブタイトル                      | 監督     |
| ------ | ------- | --------------------------------- | -------- |
| 第1話  | 1月09日 | もだもだ夫妻は偽装他人!?          | 池田千尋 |
| 第2話  | 1月16日 | あなたは下の下の下の夫            | 池田千尋 |
| 第3話  | 1月23日 | この愛伝えたいのに俺は            | 池田千尋 |
| 第4話  | 1月30日 | もだもだしてたら…奪われる!?       | 河原瑶   |
| 第5話  | 2月06日 | 私を信じてくれる人                | 河原瑶   |
| 第6話  | 2月13日 | めざわりな女                      | 河原瑶   |
| 第7話  | 2月20日 | 恋は本音を晒すもの                | 池田千尋 |
| 第8話  | 2月27日 | 運命の温泉旅行…激白ホントの気持ち | 小菅規照 |
| 第9話  | 3月06日 | 一番大事な目の前の人              | 小菅規照 |
| 第10話 | 3月13日 | 再会…幼い私を捨てた母             | 河原瑶   |
| 第11話 | 3月20日 | 母の想い、娘の想い                | 池田千尋 |
| 最終話 | 3月27日 | 偽らない未来                      | 池田千尋 |

### 放送局
| 放送期間               | 放送時間                     | 放送局         | 対象地域       | 備考   |
| ---------------------- | ---------------------------- | -------------- | -------------- | ------ |
| 2025年1月9日 - 3月27日 | 木曜 0:30 - 1:00（水曜深夜） | テレビ東京     | 関東広域圏     | 製作局 |
|                        |                              | テレビ大阪     | 大阪府         |        |
|                        |                              | テレビ愛知     | 愛知県         |        |
|                        |                              | テレビせとうち | 岡山県・香川県 |        |
|                        |                              | テレビ北海道   | 北海道         |        |
|                        |                              | TVQ九州放送    | 福岡県         |        |

### ネット配信
| 配信開始月 | 配信サイト     | 配信料金     | 備考                             |
| ---------- | -------------- | ------------ | -------------------------------- |
| 2025年1月  | U-NEXT         | 定額制有料   | 同月1日の21:00より、一週先行配信 |
| 2025年1月  | ネットもテレ東 | 広告付き無料 | 見逃し配信                       |
| 2025年1月  | TVer           | 広告付き無料 | 見逃し配信                       |
| 2025年1月  | Lemino         | 広告付き無料 | 見逃し配信                       |

| テレビ東京系 ドラマNEXT                            | テレビ東京系 ドラマNEXT                         | テレビ東京系 ドラマNEXT                             |
| 前番組                                             | 番組名                                          | 次番組                                              |
| -------------------------------------------------- | ----------------------------------------------- | --------------------------------------------------- |
| 私の町の千葉くんは。 （2024年10月10日 - 12月26日） | 五十嵐夫妻は偽装他人 （2025年1月9日 - 3月27日） | やぶさかではございません （2025年4月3日 - 6月19日） |